# Paseo Santa Lucía
Pour les articles homonymes, voir Santa Lucia.

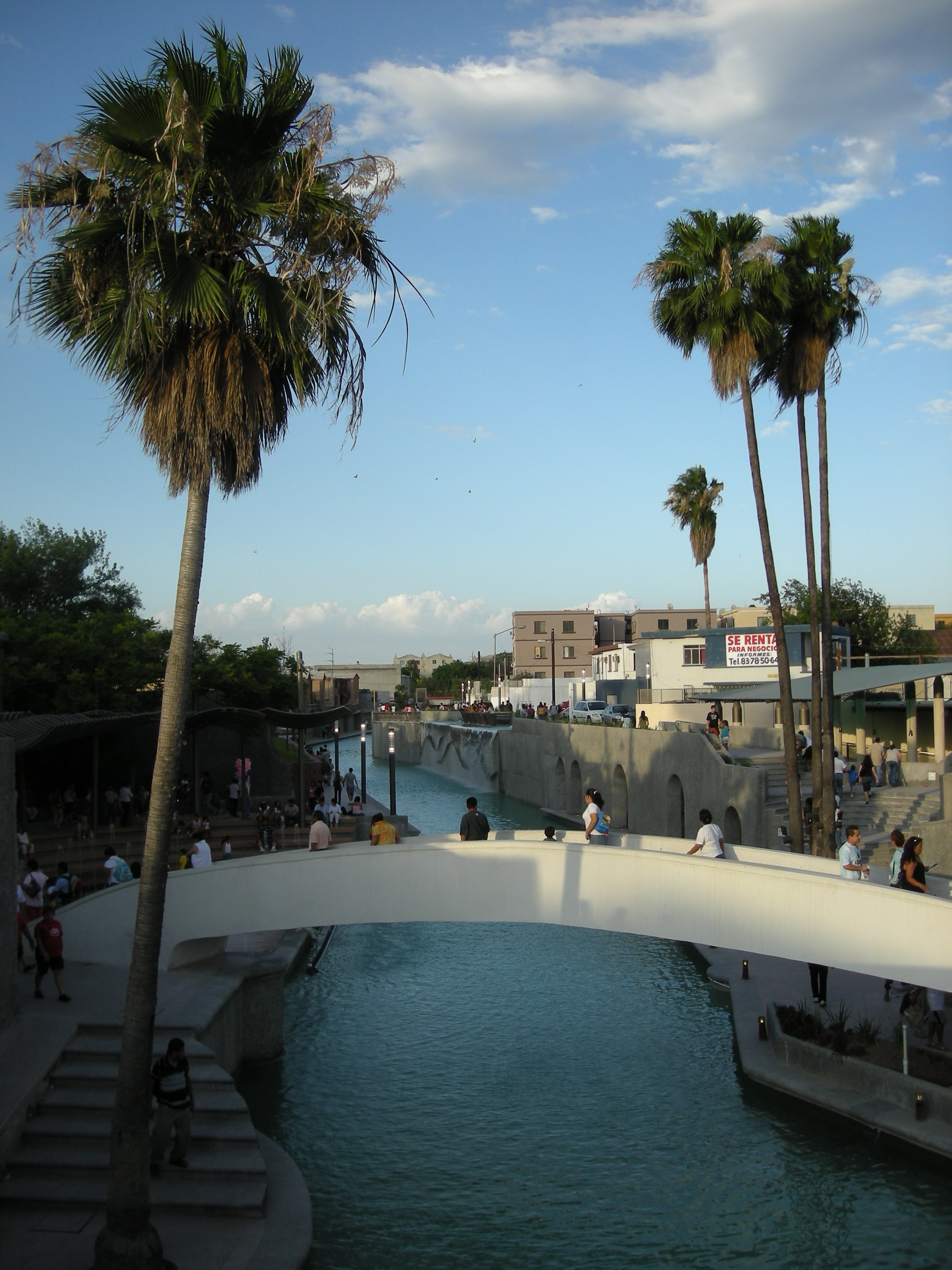

Le Paseo Santa Lucía est un canal avec voie piétonne, situé dans la ville de Monterrey, dans l'État de Nuevo León, au Mexique.
Le Paseo s'étend sur près de 2,5 km, depuis Macroplaza, au centre-ville, jusqu'au Parc Fundidora.

## Histoire
Le Paseo Santa Lucía tire son nom de l'ancienne rivière Santa Lucía, dont une partie désormais souterraine alimente en eau le canal.
Sa construction fut commencée en 1996, mais, pour des raisons économiques, le projet fut paralysé pendant neuf ans, avant de reprendre en 2005. Sa construction a coûté 300 millions de dollars. L'œuvre parachevée fut inaugurée le 16 septembre 2007 par le président Felipe Calderón, le gouverneur de l'état du Nuevo León, Natividad González Parás, et le maire de Monterrey, Adalberto Madero, à l'occasion du 197e anniversaire de la guerre d'indépendance du Mexique.
Le projet d'urbanisme dans son ensemble inclut la restauration d'espaces verts, le tracé de voies piétonnes, et la construction de nouvelles zones commerciales. Le canal, qui joint deux parties de la ville, est entièrement navigable par de petites embarcations.
En 2007, une campagne de promotion touristique a classé le site parmi les treize « merveilles » du Mexique créées par l'Homme.